# Zinacamitlán
Zinacamitlán är en ort i Mexiko.   Den ligger i kommunen Ixtlahuacán och delstaten Colima, i den södra delen av landet, 500 km väster om huvudstaden Mexico City. Zinacamitlán ligger 118 meter över havet och antalet invånare är 295.
Terrängen runt Zinacamitlán är huvudsakligen kuperad, men åt sydost är den bergig. Zinacamitlán ligger nere i en dal. Runt Zinacamitlán är det glesbefolkat, med 19 invånare per kvadratkilometer. Närmaste större samhälle är Los Tepames, 14,9 km nordost om Zinacamitlán. I omgivningarna runt Zinacamitlán växer huvudsakligen savannskog.